# Рудолф Потсх
Рудолф Потсх (чеш. Rudolf Potsch; Брно, 15. јун 1937) некадашњи је чекословачки и чешки хокејаш на леду и хокејашки тренер, вишеструки национални првак и освајач светских и олимпијских медаља са репрезентацијом Чехословачке. Током играчке каријере играо је на позицијама одбрамбеног играча.
Потсх је играчку каријеру започео и завршио у редовима екипе Кралово поле, док је највећи део каријере провео играјући за екипу Зетора из Брна за коју је играо 13 сезона и са којом је освојио чак 9 титула националног првака. Играо је још и у Немачкој за екипу Диселдорфа.
Као члан репрезентације Чехословачке учествовао је на два олимпијска турнира, а на ЗОИ 1964. у Инзбруку освојио је бронзану медаљу. На светским првенствима је наступио укупно 7 пута, уз освојених пет медаља, три сребра и две бронзе. За репрезентацију је на великим такмичењима одиграо више од 100 утакмица.
По окончању играчке каријере 23 сезоне је радио као тренер, водећи бројне клубове у земљи и иностранству. Највећи успех као тренер остварио је у сезони 1996/97. у којој је водећи словачку Дуклу из Тренчина освојио титулу националног првака. Између осталих, Потсх је у сезони 1987/88. био главни тренер београдског Партизана.